# Wolfgang Strobl

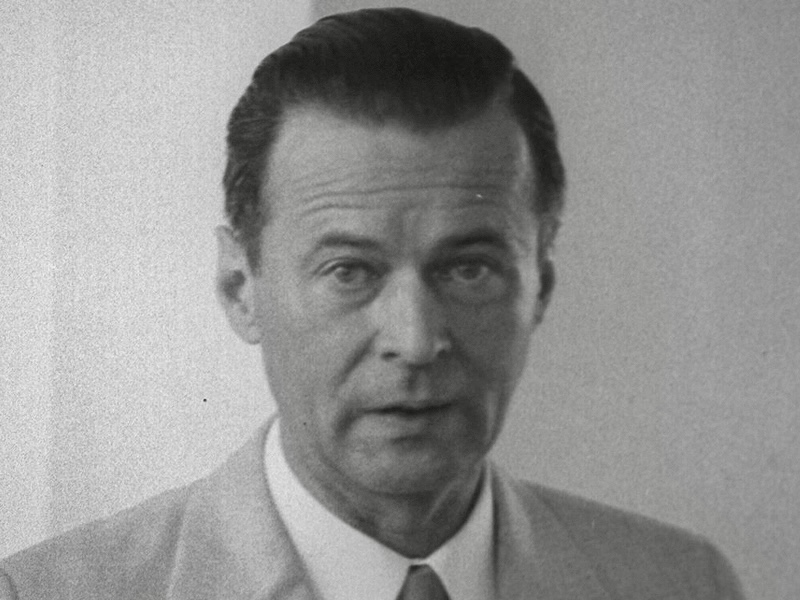
Wolfgang Strobl

Wolfgang Strobl (* 13. Mai 1920 in Nürnberg; † 16. Juni 1993 in Pamplona, Spanien) war Universitäts-Professor für Philosophie der Naturwissenschaften, speziell Atom- und Nuklearphysik.

## Leben
Wolfgang Strobl studierte ab 1945 in den Universitäten Regensburg und München Philosophie, Psychologie, antike und moderne Sprachen, Philologie der Romanistik, Slawistik (auch Russisch), Logik (bei Britzelmeier), Mathematik (Arnold Sommerfeld) und Physik (Fritz Bopp, Walther Gerlach und Werner Heisenberg).
Nach seinem Studium promovierte Strobl im Jahr 1952 an der Universität München zum Dr. phil. mit der Arbeit Die naturphilosophische Grundlagen-Problematik und die ontologische Bedeutung der neuen Physik. Seine Promotion schloss er an der Universität München mit der Bewertungsstufe „Summa cum laude“. 1953 bis 1960 war er wissenschaftlicher Assistent bei Aloys Wenzl, Philosophie der Naturwissenschaften, Universität München.
1962 erwarb Wolfgang Strobl seine Lizentiatur an der Universität Valencia ebenfalls mit dem Grad „Summa cum laude“, zum Thema Die Begriffe Struktur und Relation aus der Sicht der modernen Naturwissenschaften. Im Jahr 1967 verfasste Strobl eine weitere Arbeit über Die wissenschaftliche Realität und ihre philosophische Kritik". Diese erarbeitete er an der Universität von Navarra in Pamplona (Spanien) mit dem Grad „Premio extraordinario“.
1960 bis 1973 war Strobl Professor und Lehrstuhlinhaber für Philosophie und Geschichte der Naturwissenschaften an der Universidad Pontificia Salamanca mit Venia legendi von der Vatikanstadt. 1970 bis 1973 war er Professor für Atom- und Kernphysik und der Elementarteilchen sowie über Geschichte der Wissenschaften an der Naturwissenschaftlichen Fakultät der Universität Granada. 1964 bis 1992 war er Lehrstuhlinhaber für Philosophie der Naturwissenschaften an der Universität von Navarra.
Strobl verfasste zahlreiche Schriften mit dem Ziel, gegenüber dem modernen Materialismus und der Überzeugung von einer bewusstseinsunabhängigen Außenwelt die Tradition der wichtigsten Begriffe der Philosophie aufzuzeigen: die Brücke von der Gedankenwelt eines Aristoteles über Aurelius Augustinus, Albertus Magnus, Thomas von Aquin zu Nikolaus von Kues bis hin zu den Erkenntnissen der modernen Naturwissenschaften – die Einwirkungen auf Medizin, Soziologie und auf unser technisiertes Leben.

## Gastprofessuren und wissenschaftliche Mitarbeit
- 1962 ff.: Aufenthalt und Mitarbeit im „Instituto Social León XIII“ und „Pío XII“. Auftrag: „Katholische Sozialbewegung des 19. Jahrhunderts in Spanien bis Rerum Novarum“. Vorträge: „Die moderne Ideologie und ihre philosophischen Vorläufer“.
- 1962–1973: Gastprofessuren und aktive Kongressteilnahme in Madrid (Institut Luis Vives): Sprache und Wissenschaften und Saragossa (CSIC): Philosophie der Arithmetik und die Ontologie der Zahl; Universität Comillas (Santander): Philosophie der modernen Wissenschaften und Theologie; Meran, Italienisch-Deutsches Kulturtreffen: Dialektik und Dialog.
- 1963–1968 hielt er spezielle Doktorandenkurse für Physiker, Mathematiker und Chemiker an der Naturwissenschaftlichen Fakultät der Universität Complutense in Madrid (Spanien).
- 1972: Mitglied des Centro Superior di Logica e Science comparata in Bologna.
- 1968: Vorlesungen in Puerto Rico (Universidad de Río Piedras, San Juan, Mayaguez, Ponce) zum Thema Wahrheit und Wirklichkeit und New York (Columbia University, Fordham University, St. John’s University): Die moralische und juristische Verständigung.
- 1968–1973: Mitarbeit und Veröffentlichungen im Philosophischen Seminar Wien: Naturgesetze, Feldphysik und Transzendentale Philosophie.
- 1973: Internationaler Kongress in Warna. Beitrag: Philosophische Fragen der heutigen Mikrophysik.
- 1973–1978: Brasilien, Río de Janeiro, Universidade Gama Filho: Das transzendentale Wesen des Menschen und Philosophische Aspekte der sprachlichen Kommunikation. Vorlesung im Sozial-Institut Morumbi, São Paulo, des Benediktinerordens.
- 1978: Düsseldorf, Internationaler Philosophen-Kongress: Mathematische Strukturen in der physikalischen Wirklichkeit; Erfolge und Grenzen der Mathematisierbarkeit.
- 1978–1982: Universität Bamberg: Theorie der Wahrnehmung und Erkenntnis: Geisteswissenschaften in der modernen Lebensforschung; Die vergessene ontologische Wahrheit.

## Ehrungen und Auszeichnungen

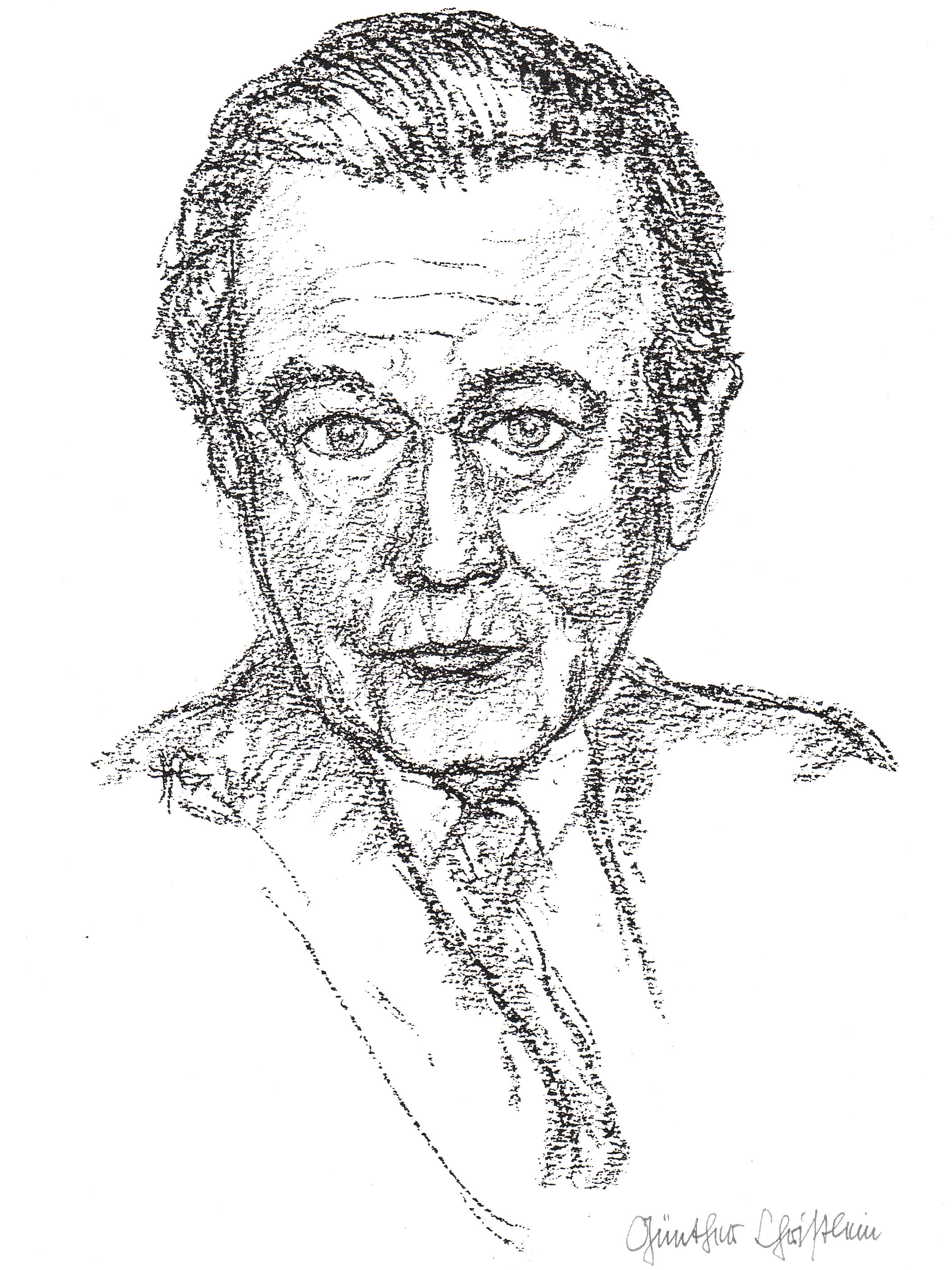
Porträt, angefertigt von Günther Christlein

Wolfgang Strobl wurde 1938 in die Stiftung Maximilianeum des Bayerischen Staates aufgenommen.
Strobls Kollegen und Freunde würdigten ihn in einem Nachrufband mit dem Titel „Wahrheit, Erkenntnis, Unsterblichkeit / Verdad, Percepción, Inmortalidad“ (Ed.: Facultad de Teología. Servicios Valentina 36, 1995) zur Erinnerung an seine lebenslange philosophische Arbeit.
Josef Habbel aus dem Maximilianeum (München) sagte: Die Rolle, die der Autor bei der Wahrheitsfindung der Naturwissenschaft beimisst, weist darauf hin, dass sich die Wissenschaft aus der politischen Verantwortung gelöst hat.
Philosophiehistoriker Albert Zimmermann aus dem Thomas-Institut, Universität zu Köln, sagt: Strobl legte vor Jahren in einer Abhandlung über die „Perennität philosophischer Ideen“ dar, wie philosophische Grundfragen und Grundbegriffe immer wieder in den Vordergrund der Aufmerksamkeit treten. Das sieht aber nur, wem eine gediegene Kenntnis der Geistesgeschichte wichtig ist.